# Gran Sinagoga de Deventer
La Gran Sinagoga de Deventern (en neerlandés: Grote Synagoge van Deventer) es un lugar de culto judío en Deventer, Overijssel, en los Países Bajos.
Este templo fue construido en 1892 por J. A. Mulock Houwer. Es un edificio neorrenacentista con influencias moriscas. 
Entre 1951 y 2010 fue utilizado como un lugar de culto de la Iglesia Cristiana Reformada de los Países Bajos.
Entre 2010 y 2018 el edificio volvió a ser utilizado una vez más como una sinagoga por la comunidad masortí local Bet Shoshanna, aunque todavía en posesión de la iglesia reformada neerlandesa.
En 2018, debido a escasez de recursos de la iglesia reformada y la incapacidad de la comunidad judía local, diezmada durante el holocausto y nunca recuperada desde entonces, a hacer frente a los costes de mantenimiento del edificio, este fue vendido en una subasta a un empresario turco-holandés. La historia se hizo conocer internacionalmente debido a la salida forzosa de la comunidad judía del edificio por primera vez desde la II guerra mundial, y por el plan de convertir el edificio en un restaurante de lujo. El ayuntamiento rehusó aprobar el plan y el asunto está todavía en proceso litigioso.